# Ñ
Ñ er et spansk bogstav. 
Historisk har ñ (enje) repræsenteret et dobbelt N ("nn"), hvor tilde  er en rest af det andet n, der en overgang blev skrevet over det første n.
Det spanske año kommer f.eks fra det latinske annus ("år").
På spansk, og i danske fremmedord af spansk oprindelse, repræsenterer ñ en palatal nasal konsonant IPA: [ɲ], der svarer til /nj/.
Bruges på dansk i følgende sammenhænge:
- i fremmedord som fx El Niño og jalapeños

## Datalogi
I unicode har bogstavet følgende betegnelser (+ HTML entiteter)
| ñ | Latin small letter n with tilde   | U+00F1 | &#241; | &#xf1; | &ntilde; |
| Ñ | Latin capital letter N with tilde | U+00D1 | &#209; | &#xd1; | &Ntilde; |

- Wikimedia Commons har flere filer relateret til Ñ

| Sprog | Spire Denne artikel om sprog er en spire som bør udbygges. Du er velkommen til at hjælpe Wikipedia ved at udvide den. |